# 副腎皮質性思春期徴候
副腎皮質性思春期徴候（ふくじんひしつせいししゅんきちょうこう）、副腎皮質徴候発現（ふくじんひしつちょうこうはつげん）、アドレナーキ（Adrenarche）は、一部の高等霊長類やヒトに見られる性成熟の初期段階で、通常は20歳前後でピークを迎え、最終的には陰毛、体臭、皮脂、面皰などの発生に関与する。副腎は、デヒドロエピアンドロステロン（DHEA）、デヒドロエピアンドロステロン硫酸（DHEA-S）、アンドロステンジオン（A4）などの副腎性の弱いアンドロゲンを分泌するが、コルチゾールの分泌量は増加しない。徴候発現は、副腎皮質の網状帯が発達した結果である。思春期に関連するプロセスであるが、視床下部-下垂体-性腺軸（HPG軸）の成熟や機能とは異なる。

## 発現

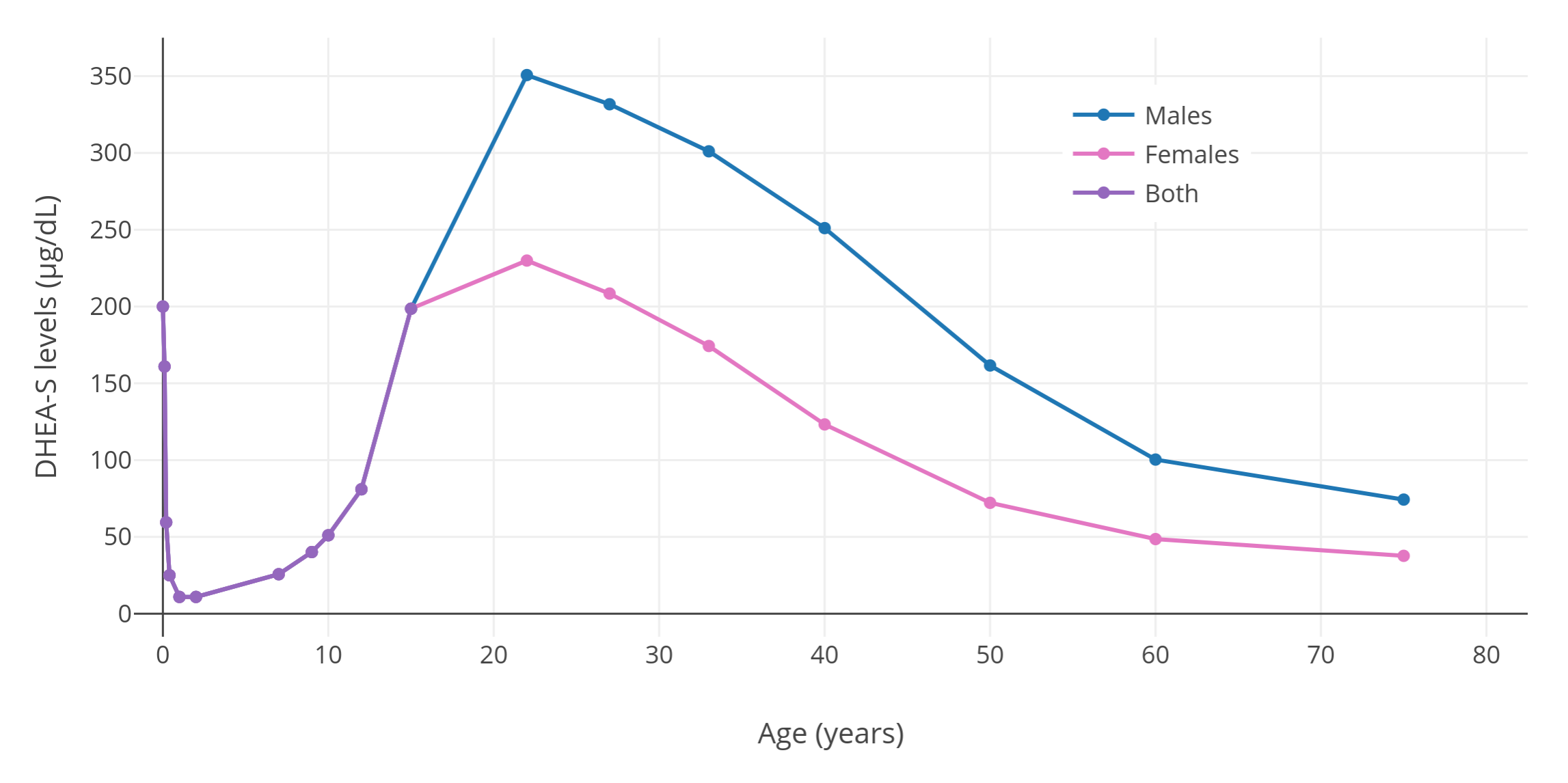
ヒトの生涯における主要副腎性アンドロゲンDHEA-Sの分泌

副腎皮質性思春期徴候は6歳から20歳の間に見られる。まず、生後1年を過ぎると、副腎から分泌される副腎性アンドロゲンの量は非常に少なくなる。徴候発現は、平均して女子では5～8歳、男子では7～11歳の間に始まり、思春期よりも約2年先行する。思春期に起こる身体的な変化とは異なり、徴候発現は主に感情的・心理的な成長段階である。思春期の間は、副腎のアンドロゲン量が徐々に上昇し、20歳前後の若年成人期に最大レベルに達するまで持続する。血中のDHEA-S濃度は、女性では19〜20歳、男性では20〜24歳でピークに達する。コルチゾール等の副腎皮質ホルモンの濃度は、徴候発現によって変化しない。

## 思春期での役割
副腎発育の開始因子はまだ特定されていない。研究者達は、「副腎性アンドロゲン刺激ホルモン」と仮称される新しい下垂体ペプチドを特定しようと試みたが、失敗に終わった。また、副腎の成熟は、副腎に内在する緩やかなプロセスであり、明確な切っ掛けはないという説もある。3つ目の可能性は、胎児期または小児期の体重と、インスリンやレプチンなどの関連シグナルとの関係の可能性である。子宮内発育遅延（IUGR）の為に妊娠期間満了前に小さく生まれた（SGA）子供の多くは副腎皮質の発育が早い事から、副腎皮質の発育時期は乳児期の生理学的なプログラムに影響される可能性が考えられる。また、体重過多の子供の多くは徴候発現が早い事から、体格や脂肪率のシグナルとの関係が想定される。
徴候発現の主な身体的影響は、アンドロゲンの影響であり、特に陰毛の増加（タナー段階が2から3になる）と、大人の体臭を発生させる汗の成分の変化である。皮膚や髪の毛の油分が増え、軽い面皰が出来る事もある。殆どの男子では、これらの変化は、性腺性思春期の初期に起こる精巣テストステロンの影響と区別が付かない。女子では、副腎性徴候の副腎アンドロゲンにより、思春期初期のアンドロゲン性変化（陰毛、体臭、皮膚の脂っぽさ、ニキビ）の大半が生じる。殆どの女性では、初期のアンドロゲン作用は、性腺性思春期初期のエストロゲン作用（乳房の発達と成長の促進）と一致するか、数ヶ月後に顕現する。女性の思春期が進むにつれ、卵巣や末梢組織がより重要なアンドロゲンの供給源となる。
親や多くの医師は、陰毛が最初に生えてきた事を以って思春期の開始を推測するが、これは間違いである。副腎性徴候と性腺性思春期の独立性は、非定型または異常な発達をしている子供では明らかであり、一方の過程が他方の過程を伴わずに起こる事がある。例えば、アジソン病の女児の多くは副腎性徴候が起こらず、性腺性思春期になっても陰毛が少ない状態が続く。逆に、ターナー症候群の女児は、副腎性徴候が正常で、陰毛の発育も正常であるが、卵巣が正常に機能しない為、真の性腺性思春期は訪れない。

## 早発性副腎皮質性思春期徴候
早発性副腎皮質性思春期徴候は、幼少期に陰毛が早く生える原因として最も一般的である。かなりの割合の子供達では、これは治療を必要としない正常な発育のバリエーションであると思われる。しかし、早発陰毛には3つの臨床的問題がある。
第一に、子供の陰毛が異常に早い時期に現れる場合、副腎性早期徴候は、真の中枢性思春期早発症、先天性副腎過形成、副腎や性腺のアンドロゲン産生腫瘍とは区別する必要がある。通常は、性腺刺激ホルモンや性腺ステロイドの量が思春期前のレベルで、DHEA-Sや他の副腎アンドロゲンが過量である事を確認して、副腎性早期徴候と判断される。
第二に、早発の副腎皮質ホルモンは、子宮内のエネルギー環境や成長に異常があった事を示していると思しき証拠がある。前述した様に、副腎性早期徴候は、子宮内発育遅延の子供や、太った子供に多く見られる。また、副腎性早期徴候を示す女児の中には、思春期になってもアンドロゲン濃度が過剰な状態が続く場合がある事が、これらの研究で明らかにされている。その結果、多毛症や、多嚢胞性卵巣症候群と呼ばれる無排卵による月経不順を引き起こす事がある。
第三に、少なくとも1つの報告によると、副腎性早期徴候の子供達のグループでは、他の同様の対照グループと比較して、行動や学校での問題の発生率が高いことが判っている。現在の処、この相関は検証されておらず、説明もされておらず、管理上の明らかな影響も認められない。

## 他の動物
副腎皮質性思春期徴候はごく少数の霊長類にしか見られず、チンパンジーとゴリラだけが、ヒトと同様の副腎発育パターンを示すという。